# Madara Uchiwa
Madara Uchiwa (うちは マダラ, Uchiha Madara) est un personnage de l'univers Naruto, ancien leader du clan Uchiha du temps de la fondation de Konoha. Il était l'ami d'enfance de Hashirama Senju.
Son but est de rassembler les neuf bijū pour recréer un monstre ancestral appelé Jûbi. En devenant l'hôte (jinchūriki) de ce monstre, Madara pourrait projeter son œil sur la Lune pour créer une illusion (genjutsu) d'une puissance phénoménale appelée « Arcanes lunaires infinis » (Mugen Tsukuyomi) permettant de tenir tous les êtres humains sous sa tutelle, et de contrôler ainsi un monde d'illusions sans guerre ni haine. Pour ça, il met en place avec Obito le plan de l'« Œil de la Lune ».

## Création et conception
Madara est né du désir de Masashi Kishimoto d'élaborer sur la fin du manga Naruto. Une fois que la série a commencé sa deuxième partie, simplement appelée "Partie II" dans le manga et Shippuden dans l'anime, Kishimoto a ressenti le besoin de créer un arc scénaristique qui mettrait l'accent sur la tragédie de la guerre, menant à l'arc final qui inclurait une guerre. Selon Kishimoto, Naruto et son groupe étaient faibles quand ils étaient enfants dans la première partie et il voulait les rendre plus forts dans la deuxième partie. C'est la raison pour laquelle il a présenté l'Akatsuki et à son tour Madara comme leurs ennemis. Dans une interview, Kishimoto a affirmé que rendre les méchants "flamboyants" était l'une des principales "lignes directrices". Il désirait créer des méchants avec une "aura intimidante". Madara apparaît tard dans le manga, comme l'un des cerveaux ayant mené à la quatrième grande guerre ninja dans le dernier arc. Néanmoins, il voulait faire de lui un antagoniste engageant qui se heurterait à Sasuke Uchiwa et à la créature connue sous le nom de Jûbi pour donner au scénario une conclusion satisfaisante.
Selon Kishimoto, Madara ne ressemble à aucun autre personnage introduit dans la série. Il a créé Madara comme étant un personnage sans aucune faiblesse. En tant que l'un des antagonistes de l'histoire, Kishimoto a conçu Madara comme l'antithèse des valeurs des protagonistes, le parfait anti-héros. Kishimoto a également déclaré que Naruto avait toujours vaincu ses ennemis sans avoir l'intention de les tuer en réglant les différends avec des mots depuis son combat avec Nagato. Naruto, a finalement pardonné à ses ennemis au lieu de les tuer, ce que Kishimoto a aimé mais aucun manga shonen n'a suivi depuis. Kishimoto a trouvé l'idée que les deux personnages interagissent et règlent leurs différences par la discussion plus intéressante et stimulante plutôt qu'ils s'entretuent. Ainsi, à partir du combat face à Nagato, il a décidé de présenter Madara ressuscité pour avoir un adversaire physique à combattre. Selon Kishimoto, c'était l'une des raisons pour lesquelles il l'a introduit dans le scénario. Mais il a avoué que c'était compliqué au début. Cela s'est soldé par une confusion sur la différence entre les deux personnages (Obito Uchiwa) et le véritable Madara ressuscité par la Réincarnation des Âmes).
L'acteur japonais Naoya Uchida a aimé exprimer le personnage de Madara, notamment dans son enregistrement final où il a envoyé ses salutations à l'acteur Kazuhiko Inoue (Kakashi Hatake) et Wataru Takagi (Obito Uchiha).

## Profil

### Histoire
Dans la première partie, Madara n’apparaît pas, ni même mentionné. Toutefois, une statue de lui est faite à la Vallée de la Fin aux côtés d'Hashirama.
L'histoire de l’accession de Madara Uchiwa à la place de leader du Clan Uchiwa et de la fondation de Konoha est racontée à Sasuke à deux endroits dans le manga, et par deux personnes différentes : par Itachi, lors de leur combat dans les chapitres 385 et 386 du volume 42 (dont le titre est Le secret du Mangekyō Sharingan), puis par Obito Uchiwa (qui se fait passer pour Madara), sous l'apparence de Tobi, à l'issue du même combat, dans les chapitres 396 à 399 du volume 43 (dont le titre est L'homme qui connaît la vérité). Cependant, son nom est évoqué la première fois par Kyûbi, lors de la première confrontation entre Sasuke et Naruto dans la seconde partie. L’histoire diffère quelque peu dans certains détails en fonction du point de vue, Itachi brossant un portrait noir de Madara, opportuniste et manipulateur, sacrifiant son frère cadet dans son propre intérêt, tandis qu’Obito le présente comme celui qui voulait sauver son clan et préserver les intérêts des Uchiha à n'importe quel prix, son frère lui ayant « offert » ses yeux pour cela.
Plus tard, Hashirama Senju, invoqué par Orochimaru en marge de la 4e grande guerre ninja, raconte à Sasuke l’enfance de Madara et le début de leur amitié avant que leurs familles ne s’en mêlent, et révèle qu’Izuna a été mortellement blessé par Tobirama et a offert ses yeux à Madara sur son lit de mort.
Lors d’une de leurs premières rencontres, dans leur enfance, Madara dit à Hashirama qu’il avait quatre frères dont trois morts lors d’affrontements avec les Senjû. Madara et son frère survivant, Izuna, étaient tous deux comparables en tout point, les deux frères étaient tout le temps en compétition, chacun des deux voulant être le plus fort. Cependant, le flashback de Hashirama montre que dans leur enfance, Madara, l’ainé, était plus puissant, et pour lui un modèle (lorsque Hashirama, Madara, Izuna, Tobirama et leurs pères s'affrontent, Izuna n'en revient pas que Hashirama soit plus fort que Madara). Après avoir maîtrisé le Sharingan de façon précoce, ils ne tardent pas à développer le « Kaléidoscope hypnotique du Sharingan », tuant chacun leur meilleur ami. Grâce à leurs yeux, ils prennent le contrôle du clan. Madara, l'aîné, en devient le chef, respecté de tous.
Cependant, Madara commence à ressentir d'étranges changements. Ces yeux s'enfoncent dans l'obscurité, à cause d'une trop grande utilisation du « Kaléidoscope hypnotique du Sharingan ». Il fait alors tout ce qui était en son pouvoir pour retrouver la vue, mais en vain. Désespéré, il sombre dans l'obscurité, avant de trouver une autre source de lumière : les yeux de son frère, que celui-ci, mourant, lui a offerts ; ainsi, Madara obtient le « Kaléidoscope hypnotique éternel du Sharingan », ce dōjutsu ne pouvant pas s'éteindre possédant une source de lumière inépuisable.
Plus tard, sous l’impulsion de la majorité de son clan, Madara se joint à contre cœur à ses rivaux, le clan Senju de la forêt, avec lesquels il fonde le village de Konoha. La première source de discorde, un conflit pour la place de chef du village (Hokage) tourne à l'avantage de Hashirama Senju qui devient 1er Hokage. D’autres différends suivent à propos de la politique de leur nouveau village, car le nouvel Hokage tente de restreindre la puissance des Uchiha. Madara étant le seul conscient de cela veut lancer un coup d'état, mais personne dans son clan ne le suit. Il quitte alors le village de Konoha et, assoiffé de vengeance, défie le chef du clan Senju dans la Vallée de la Fin (lieu même où se passera plus tard le combat entre Naruto et Sasuke).
Ayant perdu son combat face au chef du clan Senju pour avoir le contrôle du village, il survit cependant dans un antre secret, où il est nourri de chakra par la statue du Démon des Enfers. Selon Tsunade, Madara se serait greffé des cellules du 1er Hokage, ce qui expliquerait sa longévité alors expliquée par la nature végétale de ces cellules.
De longues années après, Madara Uchiwa, devenu un vieillard très âgé, recueille le jeune Obito Uchiwa à moitié mort, et le soigne. Obito se ralliant à lui à la suite de la mort de Lin, Madara le laisse mettre à exécution son plan, et transfère sa volonté dans la partie noire de Zetsu avant de se couper de la statue, dans l’attente que Nagato le ressuscite avec le Rinnegan qu’il lui a offert.
Lors de la 4e grande guerre ninja, Kabuto Yakushi invoque Madara avec la « Réincarnation des âmes » pour combattre les cinq kage et leur armée. Durant ce combat, il démontre sa puissance, invoquant notamment des météorites qui s’écrasent sur le champ de bataille et dévoilant son Susanô gigantesque et dévastateur, et apprend aux protagonistes de la bataille qu’il a réussi non seulement à faire évoluer son Sharingan en Rinnegan vers la fin de sa vie, mais aussi qu’il est parvenu à assimiler la capacité de son ancien adversaire, Hashirama Senju (qu’il aurait combattu dans ce but, et dont il a le visage greffé sur la poitrine), le Mokuton. Il se considère comme le ninja le plus puissant après Hashirama, puisque selon lui, seul ce dernier pourrait l’arrêter, et résiste à l'annulation de la « Réincarnation des âmes », ayant percé le sceau permettant de rompre le contrat d'invocation.
Après avoir terrassé les cinq kage, Madara retrouve Obito sur le champ de bataille, où il combat brièvement Naruto et Killer Bee. Une fois Jûbi reformé, lui et Obito se lient à lui pour le contrôler et affronter l'alliance, tuant de nombreux ninjas (dont Neji), jusqu'à ce qu'une attaque groupée de l’alliance (à qui Naruto a transmis du chakra de Kyûbi) les oblige à se désolidariser de Jûbi. Madara poursuit ensuite le combat de son côté jusqu'à l'arrivée des anciens Hokage et de Sasuke, mais refuse de combattre un des clones de Hashirama, se contentant de s’asseoir pour observer la performance des ninjas face au monstre.
Au moment où Obito réapparaît, blessé par Kakashi, Madara décide qu'il est en temps pour lui de ressusciter ; il tente de prendre le contrôle du corps d'Obito, mais sa tentative est interrompue par une intervention de Minato. Il affronte alors Hashirama, tandis que les autres sont occupés à combattre Obito, devenu l’hôte de Jûbi.
Madara est finalement immobilisé par une technique de Hashirama ; néanmoins, l'alliance n'a pas le temps de le sceller, car le Zetsu noir a pris possession du corps d'Obito, qui s'est fait extraire Jûbi par Naruto et l’alliance ninja, pour l'obliger à utiliser la « Technique de résurrection du démon métempsychique ». Madara retrouve donc son véritable corps, mais sans ses yeux d’origine ; il assimile le chakra de sage de Hashirama afin de profiter de son pouvoir de guérison, et part seul affronter les démons à queues. Alors qu’il est en difficulté et subit de sérieuses blessures, le Zetsu blanc lui rapporte son Rinnegan droit qui était caché dans le repère d’Obito ; grâce ce nouvel atout, Madara scelle à nouveau tous les démons à queues à l'intérieur de la statue du Démon des Enfers, puis devient à son tour l’hôte de Jûbi, après avoir blessé mortellement Sasuke. N’ayant plus personne d’un niveau suffisant pour s’opposer à lui, il scelle en lui Jûbi et tente de récupérer son autre œil, mais s’aperçoit qu’Obito est parvenu à reprendre le contrôle de son corps ; il tente de le raisonner, mais Obito parvient à lui voler une partie du chakra de Ichibi et Hachibi avant de s’échapper avec Naruto dans sa dimension parallèle. Madara est ensuite confronté à Gaï Maito qui a ouvert la huitième porte, ce qui lui permet momentanément de surpasser Madara et de quasiment le tuer ; après s’être régénéré grâce au pouvoir des Senju, il s’apprête à achever Gaï, mais est interrompu par Naruto qui a récupéré la partie Yin du chakra de Kyûbi, et une partie des pouvoirs du Sage des six chemins. En difficulté face à la nouvelle puissance de Naruto, il absorbe le reste du chakra de Jûbi, toujours sous la forme d’arbre mais doit à présent composer aussi avec Sasuke, soigné par Kabuto, qui s'est libéré de l'emprise d'Izanami, et ayant reçu également une partie des pouvoirs du Sage. Dans une impasse sans son second œil, il vole le Sharingan de Kakashi et l’utilise pour retrouver Obito avant que Sakura ne détruise l’œil sur la demande de ce dernier. Après s’être moqué d’Obito, trop faible pour s’échapper, et lui avoir appris qu’il l’a manipulé depuis le départ en organisant la mort de Lin, il récupère son œil et se fait ramener sur le champ de bataille par Zetsu ayant repris le contrôle d’Obito. Déconcentrant Naruto et Sasuke par la création de plusieurs satellites avec la « Naissance de l'astre divin », il en profite pour s’élever dans les airs, l’œil de Jûbi apparaissant sur son front, et active les « Arcanes lunaires infinis ».
Alors qu'il se rend compte que seule l'équipe no 7 n'a pas été prise dans l’illusion, grâce au Susanô de Sasuke, il est trahi par le Zetsu noir qui lui révèle qu'il le manipulait depuis le début. Grâce au chakra de Jûbi, ce dernier ramène Kaguya Ôtsutsuki à la vie en utilisant le corps de Madara.
Après la défaite de Kaguya, Sasuke l'aperçoit et se dirige vers lui pour l'achever, mais Hagoromo l'arrête en disant que ce n'est pas nécessaire et que Madara est en train de mourir. Hashirama, qui s'est dirigé vers ce dernier en voyant qu'il était encore vivant, échange avec son ancien ami quelques paroles de réconciliation.

## Techniques

Le Mangekyō Sharingan de Madara.

Le Mangekyô Sharingan Éternel de Madara.

Le Rinnegan de Madara.

- Sharingan (写輪眼?, litt. Œil copieur tournoyant)[7]
Technique d'œil (Dōjutsu) héréditaire du clan Uchiwa. Permet de copier des techniques de ninjutsu, taijutsu et genjutsu (mais pas les techniques utilisant une nature du chakra qu'il ne possède pas ou un don héréditaire). Le Sharingan ayant 3 « branches » permet de prévoir les mouvements de l'adversaire en observant, entre autres, son agressivité et son flux de chakra. Madara est capable de regarder à l'intérieur d'une personne pour voir ses pouvoirs cachés.
- Kaléidoscope hypnotique du Sharingan (万華鏡写輪眼, Mangekyō Sharingan?)
Madara possède une version plus évoluée du Sharingan qui lui permet d'utiliser des techniques extrêmement puissantes, correspondant à une trinité de dieux dans la mythologie japonaise : Amaterasu (Déesse du soleil), Tsukuyomi (Dieu de la lune) et Susanoo (Dieu de l'orage).
- Kaléidoscope hypnotique éternel du Sharingan (永遠の万華鏡写輪眼, Eien no mangekyō sharingan?)
La plus puissante des évolutions du Sharingan ; Madara l'obtient après l'implantation des yeux de son frère cadet. Ce Sharingan est un mélange de ses pupilles et celles de son frère[8].
- Rinnegan (輪廻眼?, litt. Œil métempsychique)[9]
Le Rinnegan est le plus puissant des dōjutsu. Il a un étroit rapport avec l'âme, d'où son nom.
Il permet de diviser son âme dans plusieurs corps et agit comme des caméras de surveillance : chaque angle de vue fixé par un corps est également visible par les autres corps, permettant une défense presque sans faille (on peut masquer la vue d'un des corps pour le priver d'un angle de vue).
- Susanô (須佐能乎, Susanoo?)[10],[11]
Troisième et dernière technique du Mangekyō Sharingan ; ce nom est inspiré de celui de la troisième divinité shintoïste, celle de l'orage.
Le Susanô incomplet de Madara a trois cornes, deux sous le menton et une sur le dessus de la tête, et possède deux canines protubérantes sur la mâchoire inférieure. Il possède quatre bras, dont deux portent des kriss.
Le Susanô complet de Madara possède une tête à deux faces ; ses quatre bras s’apparient deux à deux pour faire des Mudrās et lancer des techniques dévastatrices.
La forme ultime du Susanô de Madara est gigantesque, et sa quantité de chakra une fois stabilisée équivaut celle d’un démon à queues. Selon Madara, il est l’« incarnation de la destruction » ; ses attaques ont un impact sur l’espace géographique dans un rayon important (une attaque de son sabre tranche plusieurs montagnes)[12]. Il peut également l’utiliser comme armure pour Kyûbi, comme lors de son combat contre Hashirama dans la Vallée de la Fin.
- Chute d’astéroïdes (地爆天星, Chibaku Tensei?)
Le « Susanô » primaire de Madara compose des mūdra pour invoquer plusieurs météorites devant s’écraser sur lui. Cette technique, bien que d'une puissance dévastatrice est suicidaire, puisque même « Susanô » semble insuffisant pour s’en protéger ; Madara l’utilise, sachant que la « Réincarnation des âmes » lui permettra de se régénérer.
Note : N'ayant pas de nom ni dans l'anime et dans le manga, elle est supposée être une technique issue du Rinnegan; dans le jeu Naruto Shippūden: Ultimate Ninja Storm 3, elle porte le nom de Paradis détruit (天碍震星, « Tengai Shinsei »?) et dans le jeu Naruto Shippūden: Ultimate Ninja Storm 4, Météore filant (天涯流星, Tengai Ryūsei?).
- Absorption et scellage des techniques (封術吸印, Gakidô?)[13]
Madara peut absorber n'importe quel ninjutsu quelle que soit sa puissance.
Peut aussi absorber le chakra de l'adversaire.
- Mokuton - Naissance de la forêt (木遁秘術・林発生, Mokuton - Jukai kōtan?)
Technique secrète du 1er Hokage assimilée par Madara lors de son combat contre celui-ci : une forêt luxuriante et mortelle par son étreinte pousse à grande vitesse vers l’adversaire.
- Mokuton - Avènement des arbres fleurissant (木遁・花樹界降臨, Mokuton - Kajukai kōrin?)
Après l’utilisation de la « Naissance de la forêt », l’utilisateur lance sur l’adversaire des rejets végétaux géants sur lesquels se développent des fleurs rouges libérant un pollen jaune toxique qui sature rapidement l’atmosphère.
- Les projectiles magiques de Yasaka (八坂ノ勾玉, Yasaka no magatama?)
En utilisant « Susanô », Madara forme un collier de magatama concentrés en chakra et les lance sur ses adversaires.
note : le sanctuaire de Yasaka est un temple shintoïste dédié au dieu Susanoo, et le « magatama de Yasakani » est un des trois Trésors impériaux du Japon.
- Katon - Grand feu d'annihilation (火遁・豪火滅失, Katon - Gōka messhitsu?)
Madara convertit son chakra en un grand incendie craché par la bouche, qui incinère rapidement la zone visée et ceux qui y sont.
- Katon - Grand feu majestueux d’annihilation (火遁・豪火威却, Katon - Gōka mekkyaku?)
Madara crache un mur de feu colossal à grande distance.
- Katon - La balsamine du dragon (火遁・龍?鳳火の術, Katon - Ryūen hōka no jutsu?)
Madara lance plusieurs boules de feu en forme de têtes de dragons.
- Katon - Feu du dragon suprême (火遁・豪龍火の術, Katon - Gōryuka no jutsu?)
Madara compresse beaucoup de chakra malaxé dans son corps et le change en énorme boules de feu en forme de tête de dragon.
- Katon - Averse de boules de feu (火遁 • 雨玉火, Katon - Gōenka no jutsu?)
Madara crée plusieurs boules de feu en l'air qui vont s'abattre au sol tel des météorites.
- Multi-clonage ligneux (多重木遁分身の術, Tajū mokuton bunshin no jutsu?, litt. technique de clonage du bois multiple)
Madara crée plusieurs dizaines de clones de bois.
- Rétribution de l'éventail (うちは返し, Uchihagaeshi?)
Madara utilise son gunbai géant pour absorber une attaque puissante, comme le « Mini-orbe du démon » de Naruto, et la convertir en chakra de type vent (fūton), qui est renvoyé sous la forme d’une puissante rafale de vent, prenant l'adversaire au dépourvu.
- Mokuton - Dragon de bois (木遁・木龍の術, Mokuton - Mokūryū no jutsu?)
Madara invoque de gigantesques dragons de bois qui surgissent sur l'adversaire pour le mordre et ainsi absorber son chakra.
- Katon - Camouflage dans un nuage de cendres (火遁・灰塵隠れの術, Katon - Haijingakure no jutsu?)
Madara expulse de la cendre infusée au chakra qui couvre une large zone, brûlant quiconque rentrant en contact avec elle. La technique peut aussi être utilisée comme un puissant dissuasif contre les attaques et tout comme un écran de fumée très efficace.

### Techniques issus du Sage des six chemins
- Sphère de Vérité (求道玉, Gudôdama?)
Avec le pouvoir du Sage des six chemins, Madara crée des sphères de chakra noir, composées de toutes les natures de chakra basiques.
Ces sphères peuvent être manipulées à volonté et façonnées en n'importe quelle forme.
Bien que n'étant pas beaucoup plus grosses qu'un poing, chacune d'entre elles renferme assez de puissance pour détruire une forêt.
- Art Ermite - Frappe de foudre Yin (仙法・陰遁雷派, Senpō - Inton raiha?)
Technique émanant du Rinnegan ; Madara peut utiliser des forces invisibles pour frapper et immobiliser ses adversaires.
Ces forces invisibles sont en réalité des ombres prenant la forme de Madara, des sortes de clones agissant sur un autre plan d'existence. Seul le Rinnegan peut les voir ; un utilisateur du chakra Ermite peut les ressentir et ainsi les contrer.
Note : « Hengoku » (辺狱?) est le mot japonais pour désigner les limbes ; « Rinbo » (轮墓?) est un mot-valise qui se prononce comme le mot anglais « Limbo », et formé des sinogrammes 轮 (« circulaire ») et 墓 (« tombe »).
- Senpô - Crocs Incandescents (仙法・嵐遁光牙, Senpō - Ranton kōga?)
Madara crache un rayon de foudre de sa bouche qui découpe tout ce qu'il touche.
- Les arcanes lunaires infinis (無限月読, Mugen Tsukuyomi?)
L’œil du Sage des six chemins apparaît sur le front de Madara, et se reflète sur la lune en s’ouvrant, plongeant tous les êtres vivants dans une illusion éternelle et indéfectible. Les victimes de la technique sont ensuite hypnotisés par le Rinnegan qui apparaît clairement sur leurs yeux.
- Croissance divine de la Forêt (神樹界降誕, Shin jukai kōtan?)
Technique utilisée en conjonction avec les Arcanes lunaires infinis pour créer un nouvel Arbre Sacré qui emprisonne dans des cocons tous les êtres vivants dotés de chakra, humains comme animaux, qui ont été victimes de l’illusion. L'arbre absorbe lentement le chakra de ses prisonniers, transformant leur corps pour en faire des créatures semblables aux Zetsu blancs.

### Tomes deNaruto
- Masashi Kishimoto (trad. Sébastien Bigini), Naruto tome 49 : Le Conseil des Cinq Kage… !!, Kana, coll. « Shonen Kana / Naruto », 2 juillet 2010, 192 p., Tankōbon / 115x175mm (ISBN 978-2-5050-0871-2, présentation en ligne)
- Masashi Kishimoto (trad. Sébastien Bigini), Naruto tome 50 : Duel à mort dans la prison aqueuse !!, Kana, coll. « Shonen Kana / Naruto », 3 septembre 2010, 192 p., Tankōbon / 115x175mm (ISBN 978-2-5050-0956-6, présentation en ligne)
- Masashi Kishimoto (trad. Sébastien Bigini), Naruto tome 52 : Réalités multiples, Kana, coll. « Shonen Kana / Naruto », 4 mars 2011, 208 p., Tankōbon / 115x175mm (ISBN 978-2-5050-1061-6, présentation en ligne)
- (ja) Masashi Kishimoto, NARUTO - 62 (NARUTO―ナルト―　　62?) : Hibi (皹?), Shūeisha, coll. « Jump Comics (ジャンプコミックス, Janpu Comikkusu?) / Naruto »,‎ 4 octobre 2012, 200 p., shinsho (新書, shinsho?) / Tankōbon / 175x115mm (ISBN 978-4-08-870515-6, présentation en ligne)

### Databooks
- (ja) Masashi Kishimoto, NARUTO - Hiden Rin no Sho (NARUTO―ナルト―［秘伝・臨の書］?) : Characters Official Data Book (キャラクターオフィシャルデータBOOK?), Tōkyō, Shūeisha, coll. « Jump Comics (ジャンプコミックス, Janpu Comikkusu?) / Naruto »,‎ 4 juillet 2002, 272 p., shinsho (新書?) / Tankōbon / 175x115mm (ISBN 4-08-873288-X et 978-4-08-873288-6, présentation en ligne)
- (ja) Masashi Kishimoto, NARUTO - Hiden Tō no Sho (NARUTO―ナルト―［秘伝・闘の書］?) : Characters Official Data Book (キャラクターオフィシャルデータBOOK?), Tōkyō, Shūeisha, coll. « Jump Comics (ジャンプコミックス, Janpu Comikkusu?) / Naruto »,‎ 4 avril 2005, 320 p., shinsho (新書?) / Tankōbon / 175x115mm (ISBN 4-08-873734-2 et 978-4-08-873734-8, présentation en ligne)
- (ja) Masashi Kishimoto, NARUTO - Hiden Sha no Sho (NARUTO―ナルト―［秘伝・者の書］?) : Characters Official Data Book (キャラクターオフィシャルデータBOOK?), Tōkyō, Shūeisha, coll. « Jump Comics (ジャンプコミックス, Janpu Comikkusu?) / Naruto »,‎ 4 septembre 2008, 360 p., shinsho (新書?) / Tankōbon / 175x115mm (ISBN 978-4-08-874247-2, présentation en ligne)